# محسن السكري
محسن السكري هو ضابط أمن دولة مصري سابق والمتهم الأول بمقتل الفنانة اللبنانية سوزان تميم في 2008 بتحريض من رجل الأعمال هشام طلعت مصطفى. قضت محكمة النقض عام 2012 بالسجن المؤبد له لاتهامه بالقتل العمد مع سبق الإصرار والترصد، والسجن 3 سنوات لحيازته سلاح بدون ترخيص. أصدر الرئيس المصري عبد الفتاح السيسي في 17 مايو 2020 قرار بالإفراج عنه والعفو عن ما تبقى من عقوبة سجنه.
ولكن النيابة رفضت لتورطه في قضية غسيل اموال. وفي يناير 2021 قضت المحكمة الاقتصادية بحبس السكري 3 سنوات وتغريمه 3 ملايين دولار ل ادانته بـ«ارتكاب جريمة غسل الأموال».
في سبتمبر 2022، ٱفرج عن السكري وذلك بعد تقديم التماس أدّى إلى خروجه مع نصف المدة وإقرار محكمة النقض المصرية براءته من تهمة غسل الأموال الشهر الماضي.
التحق محسن بكلية الشرطة ثم تخرج منها ليعمل ضابط بامن الدولة ثم قدم استقالته وعمل مدير أمن لدى هشام طلعت مصطفى ومن ثم نشأت علاقة صداقه، وعمل أيضا مدير الأمن في شركة عراقنا التي هي إحدى شركات اوراسكوم تليكوم التابعة للملياردير المصري نجيب سويرس.
وباعتراف محسن في التحقيقات التي قامت بها النيابة المصرية ان هشام طلعت مصطفى هو الذي حرضه على قتلها مقابل مبلغ مليونَي دولار ولكنه أنكر قيامه بذلك، حكم عليه بالإعدام في يوم 25 يونيو 2009م ووتم تخفيف الحكم إلى 28 سنة سجن مشدد في محكمة النقض.
والده لواء شرطه سابق.[بحاجة لمصدر]